# René Stockman

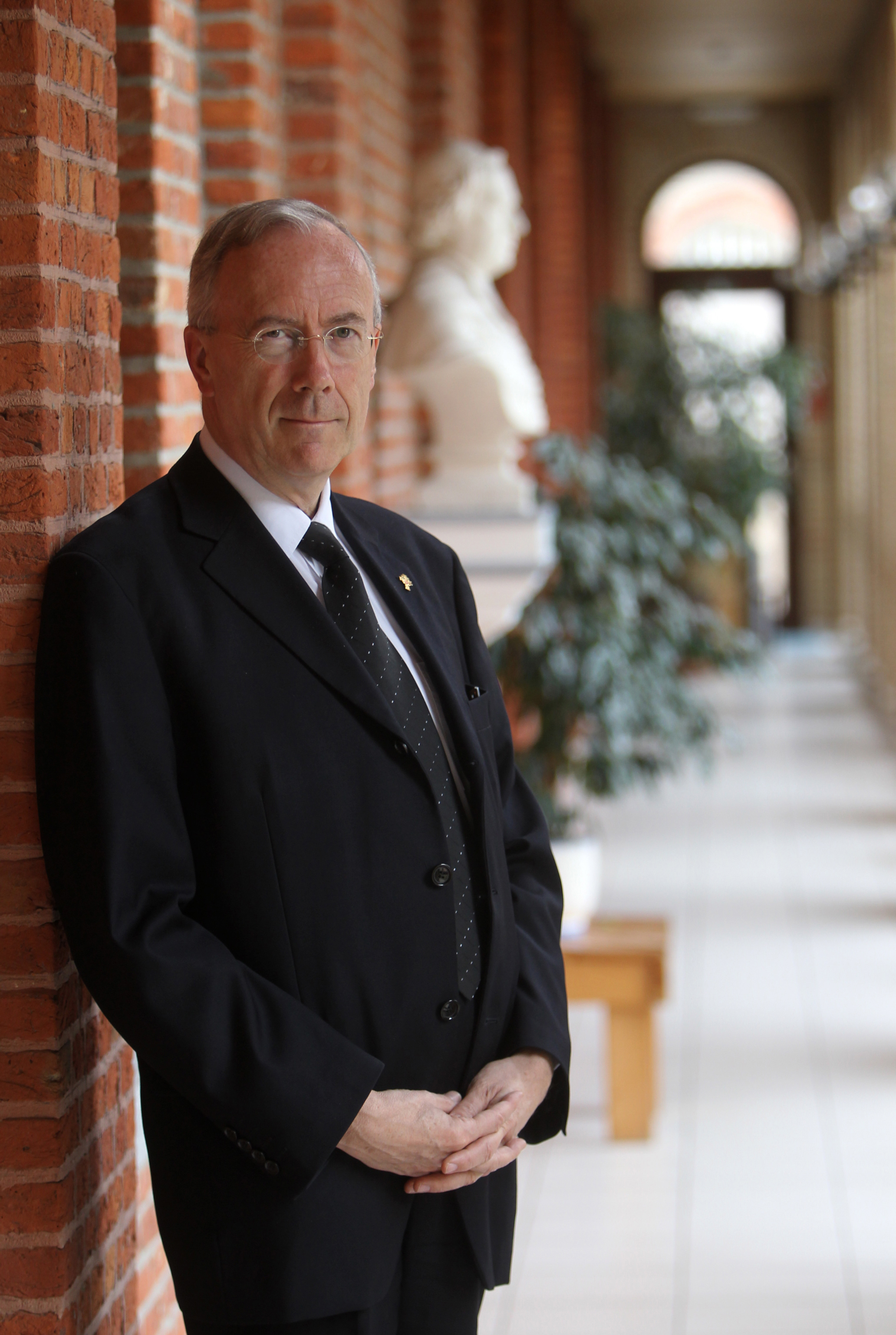
René Stockman

René P.E. Stockman f.c. (Assenede, 13 mei 1954) is een Belgisch specialist psychiatrische verpleegkunde. Hij was sinds 2000 de elfde generaal-overste van de pauselijke congregatie van de Broeders van Liefde. In februari 2023 werd hij door het Vaticaan uit zijn competenties ontzet.

## Opleiding
Stockman studeerde aan het Sint-Laurensinstituut te Zelzate van 1966 tot 1972. Hij beëindigde zijn humaniorastudies in de richting economie.
In 1972 trad hij toe tot de congregatie der Broeders van Liefde en volgde de noviciaatsopleiding in Sint-Maria-Aalter van 1972 tot 1973. Het volgende jaar begon hij aan graduaatstudies verpleegkunde aan het Hoger Instituut voor Paramedische Beroepen in Gent, van 1973 tot 1976.
Aansluitend begon hij aan een licentiaatstudie medisch-sociale wetenschap en ziekenhuisbeleid aan de Katholieke Universiteit Leuven, van 1977 tot 1980. Zijn eindverhandeling was getiteld Inplanting van de geestelijke gezondheidszorg in Rwanda en Burundi. Aanvullend behaalde hij ook het aggregaatsdiploma voor hoger secundair onderwijs in 1981 te Leuven. Stockman vervolgde zijn opleiding met doctoraatsstudies in de maatschappelijke gezondheidszorg aan de Katholieke Universiteit Leuven. Zijn eindverhandeling, getiteld Plaats van de religieuzen in de geestelijke gezondheidszorg werd in 1986 met grote onderscheiding bekroond.

## Beroepsactiviteiten
De beroepsactiviteiten van Stockman begonnen in 1976, toen hij afdelingshoofd werd van de verpleegkundige dienst van het M.P.I. Sint-Juliaan in Gent (later Psychiatrisch Centrum Dr. Guislain Gent). Hij bleef dat tot 1977.
Van 1980 tot 1987 was hij directeur van het Instituut voor Psychiatrische verpleegkunde Guislain in Gent en vanaf 1982 tot 1988 was hij algemeen directeur van het P.C. Dr. Guislain Gent.
In 1988 promoveerde hij tot verantwoordelijke voor alle Belgische instellingen van de Broeders van Liefde, die actief waren in de sectoren gezondheidszorg en orthopedagogische zorg. Hij bleef dit tot 1994 en werd dat jaar provinciaal overste van de Sint-Vincentiusprovincie.
In 2000 werd hij verkozen tot generaal overste van de congregatie der Broeders van Liefde. Sedertdien resideert hij hoofdzakelijk in Rome, en is wereldwijd veel op reis. In 2006 werd hij herverkozen voor een tweede ambtstermijn van zes jaar als generaal-overste en in 2012 opnieuw voor een derde ambstermijn. Op 9 juli 2018 werd hij herkozen voor een vierde ambtstermijn.
Sinds 2017 is de conservatieve Stockman verwikkeld in een conflict met sommige leden van de Belgische provincie van de Broeders van Liefde en met de lekenleiding van de vzw die de psychiatrische instellingen bestuurt, omtrent de eventuele toepassing van euthanasie in psychiatrische ziekenhuizen van de congregatie in België. In 2021 werd Fréderic Testaert, de abt van Postel, aangesteld om als apostolisch commissaris te bemiddelen. Hij kreeg tevens de voorlopige leiding over de Belgische regio. In februari 2023 werd abt-generaal van de norbertijnen, Jos Wouters, door het Vaticaan aangesteld om alle bevoegdheden van René Stockman en van de generale raad van de congregatie Broeders van Liefde wereldwijd over te nemen. Hij zou de congregatie financieel niet goed beheerd hebben en mensen hadden problemen met zijn leiderschapsstijl. Stockman blijft echter algemeen overste tot aan de verkiezingen van 2024.

## Nevenactiviteiten
- 1976 - 2000: hoofdredacteur van het vaktijdschrift Psychiatrie en Verpleging,
- vanaf 1980 docent aan het Instituut voor Psychiatrische Verpleegkunde Guislain te Gent,
- vanaf 1983 secretaris en sinds 1989 Voorzitter van het Intercongregationeel Samenwerkingscentrum voor de gezondheidszorg,
- vanaf 1984 directeur van de Hogere Kaderschool voor Congregationele Gezondheidsinstellingen,
- vanaf 1986 conservator van het Museum Dr. Guislain te Gent,
- vanaf 1986 directeur van het Vormingscentrum Guislain Gent,
- 1988 - 2000: beheerder van Caritas Oost-Vlaanderen,
- 1988 - 2000: beheerder van diverse gezondheidsinstellingen,
- 1989 - 2000: beheerder van het Verbond van Vlaamse Verzorgingsinstellingen (VVI),
- 1989 - 2000: beheerder van Caritas Catholica Vlaanderen,
- vanaf 1989 voorzitter van het missiecomité der Broeders van Liefde en Caraes VZW voor ontwikkelingshulp,
- vanaf 1990 hoofdredacteur Congregationeel tijdschrift Van Harte,
- vanaf 1990 academisch consulent-lector faculteit geneeskunde, Katholieke Universiteit Leuven,
- vanaf 1993 voorzitter van Fracaritatis VZW, centrum voor internationale samenwerking,
- 1996 - 2000: Voorzitter van de Vereniging van de Hogere Oversten van België,
- vanaf 1997 lid van de Hoge Raad van de UFSIA, Antwerpen,
- vanaf 1998 gastdocent EHSAL, Brussel,
- vanaf 1998 gastdocent Kigali Health Institute, Kigali,
- vanaf 2000 gastdocent Catholic University of America, Washington,
- vanaf 2000 gastdocent Pontificale Universiteit Lateranen, Rome,
- vanaf 2001 hoofdredacteur congregationeel tijdschrift Deus Caritas Est.

## Onderscheidingen
- Commandeur in de Orde van het Heilig Graf van Jeruzalem, Landscommanderij België (1996);
- Commandeur in de Leopoldsorde (2013);
- Ereridder in de orde van Sint Jan van Jeruzalem;
- Officier in de Orde van Verdienste (Roemenië).

## Publicaties
- Plaats van de religieuzen in de geestelijke gezondheidszorg, Uitgeverij Acco, Leuven, 1983
- Deontologie voor verpleegkundigen, Uitgeverij Aurelia - Paramedica, Gent, 1984
- Mijmeringen bij de geschiedenis van het Guislaininstituut, Uitgave Museum Dr. Guislain, Gent, 1987
- De Kerk en het verstoorde leven, Uitgeverij Lannoo, Tielt, 1988,
- Geen rede mee te rijmen. Geschiedenis van de psychiatrie, Uitgeverij Aurelia-Paramedica, 1989
- Beroepsethiek voor de verpleegkundige, Uitgeverij Aurelia-Paramedica, 1990
- Hoopvol op weg - Toekomstig beheer van congregationele gezondheidsinstellingen, Uitgeverij Acco, 1991
- Vastenheiligen, wondermeisjes en hongerkunstenaars, Uitgave Museum Dr. Guislain, Gent, 1991
- Bidden met Vader Triest - Prier avec le Père Triest - Praying with Father Triest, Broeders van Liefde, Gent, 1992
- Prof. André Prims, zoals we hem kennen en waarderen, Liber amicorum prof. André Prims
- Het beheer van congregationele gezondheidsinstellingen: historische achtergronden en toekomstperspectieven
- De vis heeft geen weet van het water, Een ethiek van het onvolkomene, Uitgeverij Pelckmans, 1995
- Het welzijn van de zorg, Acco, Leuven, 1996
- Zorg op maat en met een gelaat, Uitgeverij Garant, 1996
- Gezocht Gezicht, Uitgave Museum Dr. Guislain, Gent, 1996
- Ni rime ni raison, histoire de la psychiatrie, Uitgave Museum Dr. Guislain, Gent, 1997
- Met recht en rede - Waanzin tussen Wet en Kabinet, Uitgave Museum Dr. Guislain, Gent, 1997
- Neither rhyme nor reason, history of psychiatry, Uitgave Museum Dr. Guislain, Gent, 1997,
- Bij de Heer zijn: gebedenboek van de Broeders van Liefde, Lannoo, Tielt, 1997
- Uw hand in mijn hand - Gebeden voor onderweg, Lannoo, Tielt, 1997
- De goede mijnheer Triest: een biografie van Kanunnik Petrus Jozef Triest, 1998
- Het beroepsgeheim in de zorgverleningssector, Uitg. Intersentia, redactie, 1998
- Bouwen aan een spiritualiteit van gelukkig zijn, 4 audio-cassettes uitgegeven door het Dr. Anna Terruwe Centrum.
- Religieus leven nu en morgen, in: Redactie verslagboek VHOB-URB-colloquium 6-7/11/1998
- De maat van de liefde is liefde zonder maat, Davidsfonds, Leuven, 1999
- Van nar tot patiënt, Davidsfonds, Leuven, 2000
- Waar is in een bureaucratische cultuur de patiënt gebleven?, in: Hoe komt het dat ethici verschillend denken? Schijnwerper op de cultuur - Dr. W.J. Eijk, Dr. J.P.M Lelkens (ed.), Colombia, Oegstgeest (NL), 2000, Hoofdstuk IX: p. 143-151.
- Uit handen gegeven, icoon van de schepping, Halewijn, Antwerpen. 2000
- Denken voor Vlaanderen - Over levenskwaliteit, Davidsfonds, Leuven, 2001, p. 75-88
- In the school of love - retreat about our life as Brothers of Charity, October 2001
- Vader Triest - 20 meditaties, 2001,(ook in het Frans en het Engels)
- Vader Triest voor elke dag, 2001, (ook in het Frans en het Engels)
- A. Demeulemeester: een schildersleven. Ode aan de vriendschap, 2001, p. 83-87.
- Rede en waanzin. Museum Dr. Guislain. De ontwikkeling van de morele behandeling in België of het ontstaan van de gestichtspsychiatrie, 2001, p. 141-185
- In woorden geborgen - bloemlezing uit de geschriften van Vader Triest, 2002, (ook in het Frans - A l’abri des paroles - en het Engels - A harbour of words)
- God makes history with people, 2002
- Maria in het licht - Icoon van het leven van de Moeder Gods, Halewijn, Antwerpen, 2003
- Ubi Caritas - Godgewijd leven, Carmelitana, Gent, 2003
- Triest, een vader voor velen, Brothers of Charity Publications, Gent, 2003
- Uitdagingen voor de paus, in: Habemus Papam, het profiel van de volgende paus, Rik Torfs en Kurt Martens (ed.), Leuven, Davidsfonds, 2004, p. 128-132
- Liefde en barmhartigheid als weg van de bevestiging, in: Bevestiging, erfdeel en opdracht, Uitg. Damon Budel, 2004, p. 396-415.
- Schatten van mensen, Halewijn, Antwerpen, 2004
- A la lumière de Marie, Halewijn, Antwerpen, 2004
- Weten in wiens dienst ik sta, in: Guido Deblaere, innovator en inspirator, Lannoo, Tielt, 2004, p. 99-102
- Manual de nursing psichiatric, Bucuresti, 2004
- Leiderschap in dienstbaarheid, de spiritualiteit van het leidinggeven, Lannoo, Tielt, 2004
- Mag ik je broeder noemen? Religieuze broeders voor vandaag, Halewijn, Antwerpen, 2004
- Met de ogen van je hart, Halewijn, Antwerpen, 2004
- Triest Tour, 2005
- Brandde ons hart niet?, Davidsfonds, 2006
- Over een God die Liefde is, Halewijn, 2006
- Vincentius a Paulo, 2006
- Liefde in actie. 200 jaar Broeders van Liefde, Davidsfonds, 2007
- Pro Deo, Pelckmans, 2008
- Voor God alleen, Pelckmans, 2008
- Vincentius achterna, onze voorkeursoptie voor de armen, Halewijn, 2009
- Naar den Congo. 100 jaar Broeders van Liefde in Congo, Halewijn, 2011
- Leiderschap met spirit, Lannoo, 2013
- De doos van Pandora – Reflecties over euthanasie vanuit christelijk perspectief, Halewijn, 2014
- Edward Poppe, een heilige voor deze tijd, 2014
- Barmhartigheid wil ik, geen offers, Antwerpen, Halewijn, 2015.
- Al kantelt de aarde, Antwerpen, Garant, 2015.
- La boîte de Pandore, Namen/Parijs, Fidélité, 2015.
- Laat niet verloren gaan één mensenkind, Oud-Turnhout / 's-Hertogenbosch, Gompel&Svacina, 2018.
- Zoektocht naar de ware vreugde. Een wandeling doorheen de zaligsprekingen, Oud-Turnhout / 's-Hertogenbosch, Gompel&Svacina, 2019.
- Petrus Jozef Triest. Op weg naar heiligheid, Oud-Turnhout / 's-Hertogenbosch, Gompel&Svacina, 2019.
- Peter Joseph Triest. On His Way to Sainthood, Oud-Turnhout / 's-Hertogenbosch, Gompel&Svacina, 2019.
- Pierre Joseph Triest. En chemin vers la sainteté, Oud-Turnhout / 's-Hertogenbosch, Gompel&Svacina, 2019.
- Wees niet bevreesd. De strijd tussen goed en kwaad in ons leven, Oud-Turnhout / 's-Hertogenbosch, Gompel&Svacina, 2020.
- Van Kruis naar Verrijzenis, Gent, Carmelitana, 2020.
- Is geloven nog relevant?, Antwerpen/ 's-Hertogenbosch, Gompel&Svacina, 2021
- Met zicht op de eeuwigheid, Antwerpen/ 's-Hertogenbosch, Gompel&Svacina, 2021
- Van zorg naar bezorgd. De christelijke identiteit van onze zorgverlening, Antwerpen/ 's-Hertogenbosch, Gompel&Svacina, 2022